# Philip James Bailey
Philip James Bailey (Nottingham, 22 de abril de 1816 — Nottingham, 6 de setembro de 1902) foi um poeta inglês.

## Juventude
O seu pai, que igualmente publicou prosa e verso, foi proprietário e editor, entre 1845 e 1852, de um dos principais jornais da sua cidade natal, o Nottingham Mercury. Philip James Bailey estudou localmente até aos dezasseis anos, após o que se matriculou na Universidade de Glasgow, não obtendo, contudo, a respectiva licenciatura. Em 1835 muda-se  para Londres, instalando-se no Lincoln's Inn. Sem que seriamente se dedicasse à prática das leis, fixou-se em Basford e durante três anos ocupou-se da composição de FESTUS, que aparece anonimamente em 1839. O seu sucesso, tanto na Inglaterra quanto nos Estados Unidos, foi imediato. A obra teve uma dúzia de edições no seu país e perto de três vezes mais nos Estados Unidos; e quando em 1889 o seu autor decidiu publicar uma «Edição de Jubileu» constatou que o seu era um dos poucos poemas do seu tempo que era conhecido tanto pelas gerações mais velhas quanto pelas mais novas.
Philip James Bailey foi um homem de bela aparência, de carácter doce e amável. Teve uma vida bastante monótona. Viveu em Nottingham, Jersey, Ilfracombe, London, e de novo em Nottingham, onde morreu. Viajou bastante no Continente.

## Sua escrita
Philip James Bailey é conhecido quase exclusivamente pelo seu poema volumoso. Embora tivesse publicado outros versos, é reconhecido essencialmente como autor de um só livro. Festus sofreu muitas modificações e incorporações, mas permaneceu fiel à singularidade do trabalho quase totalmente concluído na juventude e que as realizações posteriores não suplantaram. Trata-se de um vasto panorama de teologia e filosofia, que procura, nas suas doze divisões, representar as relações de Deus com o homem e deste com Deus, enaltecendo a benignidade da Providência,  pregando a imortalidade da alma e postulando «um evangelho de fé e razão combinadas». Festus contém versos perfeitos e pensamentos profundos e, pela ousadia do tema e do poder imaginativo e atitude moral que desperta, é um dos poemas mais notáveis do século; como obra dos tempos juvenis, é um prodígio de precocidade intelectual. Juntamente com as suas muitas qualidades, tem algumas falhas na execução e certas incoerências na forma como é realizado, o que impede uma fácil leitura para quem não seja um estudante dedicado. O seu lugar na literatura continua por determinar. Entre os seus grandes admiradores encontra-se Tennyson.
Os poemas subsequentes de Bailey, The Angel World (1850), The Mystic (1855), The Age (1858), e The Universal Hymn (1867), foram falhanços, e o autor teve a ideia infeliz de incorpoou largos extractos  – que chegaram aos 40.000 versos – nas edições mais tardias de Festus, que tiveram o efeito de as afundar.